# Sfântul Nicolae
Sfântul Nicolae (în mod tradițional n. 15 martie 270, Patara, provincia Licia, Imperiul Roman – d. 6 decembrie 343, Myra, Roma Antică), cunoscut și sub numele de Nicolae de Mira, a fost un episcop creștin al orașului maritim antic grecesc Myra din Asia Mică (greacă veche Μύρα, orașul modern Demre, Turcia) în timpul Imperiului roman. Sfântul Nicolae este sfântul patron al marinarilor, negustorilor, arcașilor, hoților care regretă, copiilor și studenților din diverse orașe și țări din Europa. Reputația sa a evoluat în rândul credincioșilor, așa cum era obișnuit pentru sfinții creștini, iar legendarul său obicei de a face daruri secrete a dat naștere modelului tradițional al lui Moș Nicolae, apoi al lui Moș Crăciun.

## Viața
Cele mai vechi relatări ale vieții sale au fost scrise la secole după moartea sa și conțin multe elemente legendare. Se spune că s-a născut în portul grecesc din Patara, regiunea Licia din Asia Mică din părinți creștini înstăriți. Tatăl său se chema Teofan, iar mama sa, Nona. Într-unul dintre primele incidente atestate și cele mai faimoase din viața sa, se spune că a salvat trei fete de la a fi forțate să se prostitueze, aruncând un sac de monede de aur pe fereastra casei lor în fiecare seară timp de trei nopți, pentru ca tatăl lor să poată plăti o zestre pentru fiecare dintre ele. Alte povești timpurii povestesc despre el calmând o furtună pe mare, salvând trei soldați nevinovați de executarea greșită și tăind un copac stăpânit de un demon. În tinerețe, se spune că a făcut un pelerinaj în Egipt și în zona Palestinei. La scurt timp după întoarcerea sa, a devenit episcop de Myra. Ulterior a fost aruncat în închisoare în timpul persecuției lui Dioclețian, dar a fost eliberat după ascensiunea împăratului Constantin cel Mare. O listă timpurie îl face participant la Primul Conciliu de la Niceea în 325, dar nu este menționat în nicio scriere de către alți participanți. Legendele târzii, nefondate, susțin că el a fost caterisit temporar și a fost întemnițat în timpul conciliului pentru că l-ar fi pălmuit pe ereticul Arie. 

## Primele mențiuni
Toate elementele biografice sunt târzii și îndoielnice. Sfântul Nicolae de Mira este menționat pentru prima dată în secolul al VI-lea, în Martirologiul roman; nu era vorba de vreo pomenire ca atare a sfântului, ci doar de vedenia când sfântul Nicolae Licianul i s-ar fi arătat în vis lui Constantin cel Mare, cerându-i să-i ierte pe trei ostași osândiți la moarte. De fapt, sărbătoarea de pe 6 decembrie pomenește tocmai această vedenie.
Tot în secolul al VI-lea Nicolae Sionitul, episcop de Pinara, ar fi zidit o biserică în cinstea sfântului Nicolae de Mira Liciei.
Toate celelalte elemente biografice despre sfântul Nicolae provin din Legenda aurea a lui Iacob de Voragina, scrisă în 1264.
Un cult al sfântului Nicolae de Mira își face apariția în Occident, o dată cu Nicolae I († 867), papa Romei, care zidește, în bazilica Santa Maria Maggiore, un altar lateral dedicat patronului său.
În secolul al X-lea cultul sfântului Nicolae s-a răspândit mai departe în Occident: împăratul Otto al III-lea a zidit o biserică de rit bizantin la Burtscheid (lângă Aachen), căreia i-a dat ca ocrotitor pe sfântul Nicolae.
Cultul popular al sfântului Nicolae datează din secolul al XI-lea. Cruciații aduceau moaște din Răsărit, și de obicei marile orașe occidentale care primeau moaștele vreunui sfânt răsăritean, își luau drept patron pe acel sfânt. Astfel, cruciații din Bari (în Italia) au adus cu ei moaștele sfântului Nicolae de Mira. Pe vremea aceea, arhiepiscopul Nicolae al Veneției a zidit două biserici, una în 1036, probabil la Bari, iar cealaltă în 1039 la Veneția, în care să așeze moaștele. Se păstrează două diplome ale acestui episcop, precum și numele celor șaizeci și doi de bărbați care aduseseră moaștele din Răsărit. Cele două biserici au fost târnosite pe 9 mai 1098. Cei doi arhiepiscopi, Ilie de Bari și Nicolae de Veneția au răspândit cultul sfântului Nicolae în Occident. Mai mult, papa Romei, Urban al II-lea, a cunoscut cultul sfântului Nicolae la Bari, unde s-ar fi făcut minuni, lucru pentru care papa l-a distins pe Ilie cu omoforul.

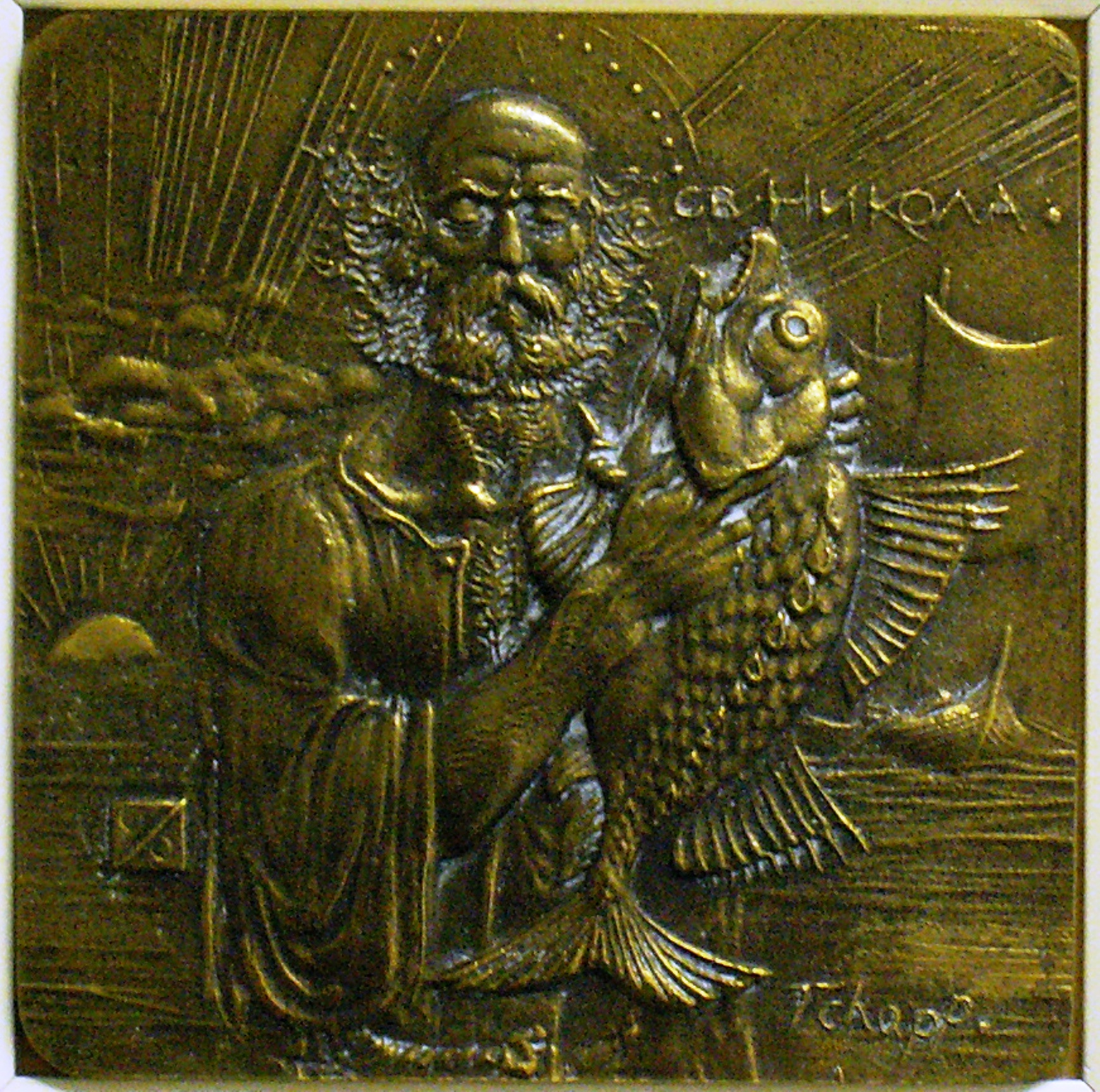
O icoană modernă de metal a Sf. Nicolae, a artistului bulgar Gheorghi 'Ciapa' Ciapkanov, reprezentându-l pe protectorul pescarilor ținând un pește. Icoana se găsește la Casa "Gilbert" din Stanley, Insulele Falkland/Malvine.

După încreștinarea slavilor, cultul sfântului Nicolae l-a înlocuit pe cel al zeului Mikula, zeul agriculturii. Dar de fapt, unii sunt de părere că rușii l-ar fi cunoscut pe sfântul Nicolae datorită diasporei rusești de la Bari. Aici, rușii au dedicat sfântului Nicolae biserica lor, apoi spitalul și ospiciul. Legenda aurea a fost tradusă în slavonă, de unde a intrat în sinaxarul rusesc.
În secolul al XII-lea sfântul Nicolae intră în cărțile de slujbe de la mănăstirea "Sfântul Trudo" (orașul belgian Sint-Truiden). De aici cultul său ajunge la Roskilde (Danemarca), la Vadstena (Suedia) și în vreo patruzeci de sate din Islanda. În secolul al XIII-lea, părticele din moaștele sfântului Nicolae ajung la catedrala din Canterbury, iar cultul sfântului începe să se răspândească, datorită influenței de pe continent.
Cunoscut sub numele de la Nikolaus în Germania, Sinterklaas în Belgia și Țările de Jos și Kleeschen în Luxemburg, este o sărbătoare legată de personajul istoric Nicolae din Mira. Santa Claus din lumea anglofonă (Moș Crăciun în România) a apărut prin deformarea cuvântului neerlandofon Sinterklaas. Sărbătoarea lui Moș Crăciun a înlocuit-o pe cea a Sfântului Nicolae în numeroase țări, devenind un prilej pentru a face cadouri, iar pentru comercianți una de a-și spori vânzările, și a apărut chiar și în țări care nu au o legătură culturală directă cu sfântului Nicolae, precum China.
Sfântul Nicolae este patronul spiritual al Țărilor de Jos, Rusiei, al provinciei franțuzești Lorena, precum și al mai multor orașe vest-europene, între care Bari etc. Sfântul Nicolae este cunoscut ca protector al celor acuzați pe nedrept, al comercianților, călătorilor, fetelor nemăritate, mireselor și, în special, al copiilor mici.

## Lăcașe de cult
La mai puțin de 200 de ani de la moartea lui Nicolae, Biserica "Sf. Nicolae" a fost construită în Mira sub ordinele lui Teodosie al II-lea peste locul bisericii în care a servit ca episcop, iar rămășițele lui Nicolae au fost mutate într-un sarcofag din acea biserică. În 1087, în timp ce locuitorii greci creștini din regiune erau subjugați de administrația selgiucidă (turco-persană), un grup de negustori din orașul italian Bari a îndepărtat majoritatea osemintelor lui Nicolae din sarcofagul său din biserică, fără autorizație, și le-au adus în orașul natal, unde sunt acum consacrate în Basilica di San Nicola. Fragmentele osoase rămase din sarcofag au fost îndepărtate ulterior de marinari venețieni și duse la Veneția, în timpul Primei cruciade. Se spune că moaștele sale din Bari emană o substanță uleioasă, motiv pentru care Sfântul Nicolae este socotit „izvorâtor de mir”.

### În România
- Biserica "Sf. Nicolae" din Bacău, romano-catolică
- Biserica "Sfântul Nicolae" din Brăila, ortodoxă română
- Biserica Rusă din București, ortodoxă rusă
- Biserica "Sfântul Nicolae" din Constanța, ortodoxă română
- Biserica "Sfântul Nicolae" din Mangalia, ortodoxă română
- Biserica "Sf. Nicolae" din Cuhea, română unită (greco-catolică)
- Biserica Domnească din Curtea de Argeș, ortodoxă română
- Biserica "Sf. Nicolae" din Densuș, ortodoxă română și română unită
- Catedrala arhiepiscopală din Galați, ortodoxă română
- Biserica "Sf. Nicolae Domnesc" din Iași, ortodoxă română
- Catedrala episcopală din Miercurea Ciuc, ortodoxă română
- Biserica "Sf. Nicolae" din Odorheiu Secuiesc, romano-catolică
- Catedrala "Sf. Nicolae" din Oradea, română unită (greco-catolică)
- Biserica "Sf. Nicolae" din Suceava, ortodoxă română
- Catedrala "Sf. Alexandru și Sf. Nicolae" din Sulina, ortodoxă română
- Biserica "Sf. Nicolae" din Șcheii Brașovului, ortodoxă română
- Biserica "Sfântul Nicolae" din Timișoara, ortodoxă sârbă
- Catedrala episcopală din Tulcea, ortodoxă română
- Catedrala "Sf. Nicolae" din Oltenița, ortodoxă română
- Biserica Sfântul Nicolae din Dorohoi, ortodoxă română

## Alte legende

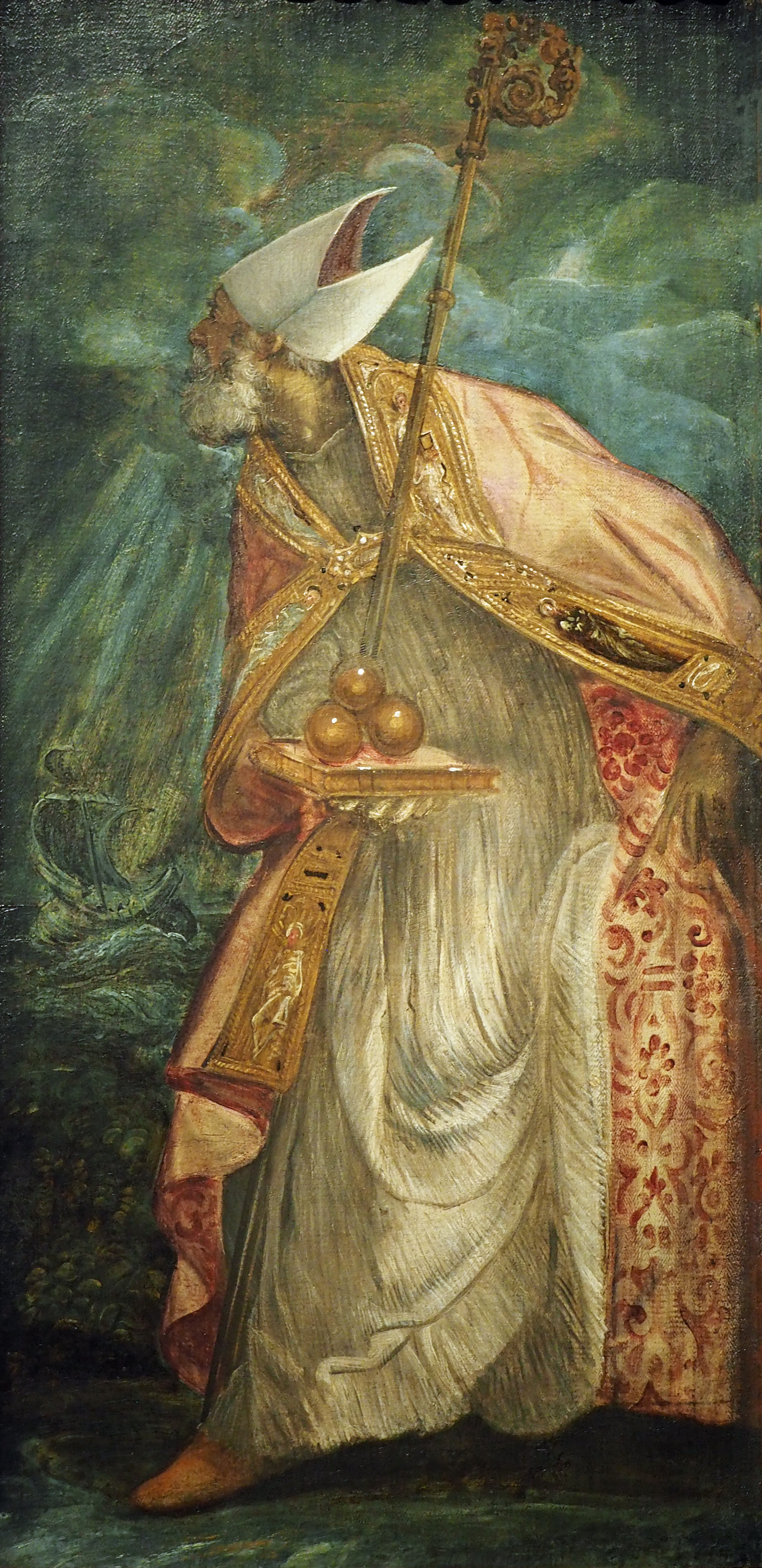
Sfântul Nicolae, pictură de Tintoretto (1518-1594), Muzeul de Istorie a Artei din Viena.

Legenda spune că trei surori, fetele unui nobil sărac, nu se puteau mărita datorită situației financiare precare. Se spune ca atunci când fata cea mare a ajuns la vremea măritișului, Nicolae, ajuns deja episcop, a lăsat noaptea, la ușa casei nobilului, un săculeț cu aur.
Povestea s-a repetat întocmai și când a venit vremea măritișului pentru cea de a doua fată. Când i-a venit vremea și celei de a treia fete, nobilul a stat de pază pentru a afla cine era cel care le-a făcut bine fetelor sale. În acea noapte l-a văzut pe episcop lăsând săculețul cu aur. Se spune că Sfântul Nicolae s-a urcat pe acoperiș și a dat drumul săculețului prin hornul casei, într-o șosetă pusă la uscat, motiv pentru care a apărut obiceiul agățării șosetelor de șemineu.
După ce tatăl fetelor a văzut cele întâmplate, Nicolae l-a rugat să păstreze secretul, însă acesta nu a rezistat tentației de a povesti mai departe. De atunci, oricine primea un cadou neașteptat îi mulțumea lui Nicolae pentru el. Cei trei săculeți cu aur făcuți cadou fetelor de nobil au devenit simbolul Sfântului Nicolae sub forma a trei bile de aur (în iconografia apuseană).
Tot potrivit legendei, Nicolae de Mira ar fi fost unul din cei 318 participanți ai Conciliului de la Niceea (astăzi İznik, Turcia).

## Sărbători
- în calendarul bizantin: 6 decembrie (sărbătorit de facto pe 19 decembrie de  bisericile ortodoxe care folosesc calendarul iulian)
- în calendarul latin: 6 decembrie
- în calendarul luteran: 6 decembrie
- în calendarul anglican: 6 decembrie

Biserica Ortodoxă comemorează pe 9 mai/22 mai mutarea moaștelor sfântului Nicolae de la Myra la Bari, în anul 1087, când regiunea Myra a căzut sub ocupația Imperiului Selgiucid.

## Moaștele
Mâna dreaptă a sfântului, primită de Mihai Viteazul ca răsplată pentru meritele sale militare, chiar de la cardinalul din Bari, a fost donată de acesta Bisericii „Sfântul Gheorghe Nou” din București, în jurul anului 1600.
O părticică din moaștele Sfântului se află și la Biserica "Vatra Luminoasă".

## Imaginea lui Moș Nicolae în universul copiilor
În noaptea dintre 5 spre 6 decembrie, copiii obișnuiesc să își lase ghetele curățate în fața ușii, așteptând în speranța că vor primi cadouri constând, în general, în dulciuri. În unele zone, copiii îi lasă moșului apă sau morcovi pentru calul său. În multe regiuni din România și R. Moldova, copiii găsesc în dimineața zilei de 6 decembrie, pe lângă dulciuri, bomboane și fructe (sau o jucărie sau câteva monezi) – dacă au fost cuminți, o nuielușă (sau un cartof sau un cărbune) – dacă au fost obraznici.